# Schildborstlinge
Die Schildborstlinge (Scutellinia) sind eine Gattung der Echten Schlauchpilze aus der Familie der Feuerkissenverwandten.

## Merkmale

### Makroskopische Merkmale
Die Schildborstlinge besitzen alle stiellose 1 bis 25 mm große Apothecien, die lebhaft orange oder rötlich gefärbt sind, und tragen steife, borstenförmige Haare. Das Hymenium variiert von weißlich-ocker über gelb-orange bis karminrot. Am Rand besitzen sie schwarze oder braune Haare.

### Mikroskopische Merkmale
Die Sporen sind rund bis elliptisch und sind meist warzig ornamentiert. Zur sicheren Bestimmung werden die Warzen durch Anfärben mit Milchsäure-Anilinblau sichtbar gemacht. Die Asci besitzen bei Reife 2, 4, 8, oder ein Vielfaches an 8 Ascosporen.

## Ökologie und Vorkommen
Schildborstlinge leben saprophytisch auf der Erde oder an toten Pflanzenresten. Sie kommen kosmopolitisch auf allen Kontinenten vor von den Tropen bis in die Arktis. Schumacher teilt die Arten in seiner Monographie in vier bioklimatische und -geographische Gruppen ein: Tropisch-äquatorial, subtropisch, gemäßigte und boreale Zone.
Ebenso teilt Schumacher sie nach ihrem Substrat ein: Saprophyten auf Humus, Saprophyten auf Holz (Koniferen und Laubholz) und Saprophyten in Wäldern (auf diversen toten organischen Material). Dementsprechend besiedeln sie praktisch jedes sich zersetzende organische Material eine konstante Feuchtigkeit vorausgesetzt. Geeignete Habitate sind deshalb Bachufer, schattige feuchte Wälder, Quellen, Kanäle etc. Sie fruktifizieren mehr oder weniger das ganze Jahr, doch bevorzugt im Sommer.

## Systematik
Perry und Mitarbeiter stellten die Schildborstlinge in die Klade 7 innerhalb der Pyronemataceae und zeigten die Verwandtschaft mit Ramsbottomia, Cheilymenia, Kotlabaea und Byssonectria.

## Arten
Der Index fungorum listet 125 gültige Artnamen weltweit. Yao und Spooner (1996) geben 19 Arten für Großbritannien an. Die Mykologische Datenbank für Pilze Österreichs listet folgende Arten:
- Kurzhaariger Schildborstling (Scutellinia ahmadii)
- Niedrigwarziger Schildborstling (Scutellinia barlae)
- Warzigsporiger Schildborstling (Scutellinia cejpii)
- Sumpf-Schildborstling (Scutellinia citrina)
- Gewölbter Schildborstling (Scutellinia convexa)
- Bewimperter Schildborstling (Scutellinia crinita)
- Sternhaariger Schildborstling (Scutellinia crucipila)
- Verschiedenornamentierter Schildborstling (Scutellinia heterosculpturata)
- Nordischer Schildborstling (Scutellinia hyperborea )
- Kerguelensischer Schildborstling (Scutellinia kerguelensis)
- Le Gal's Schildborstling (Scutellinia legaliae)
- Großsporiger Schildborstling (Scutellinia macrospora)
- Kleiner Schildborstling (Scutellinia minor)
- Schwarzbereifter Schildborstling (Scutellinia nigrohirtula)
- Olivfärbender Schildborstling (Scutellinia olivascens)
- Feuerland-Schildborstling (Scutellinia patagonica)
- Pilat's Schildborstling (Scutellinia pilatii)
- Fastwarzigsporiger Schildborstling (Scutellinia pseudotrechispora)
- Gewöhnlicher Schildborstling (Scutellinia scutellata)
- Glattsporiger Schildborstling (Scutellinia setosa)
- Fastbereifter Schildborstling (Scutellinia subhirtella)
- Riesen-Schildborstling (Scutellinia superba)
- Flammender Schildborstling (Scutellinia torrentis)
- Sternsporiger Schildborstling (Scutellinia trechispora)
- Orangeroter Schildborstling (Scutellinia umbrorum)
- Kristallklarer Schildborstling (Scutellinia vitreola)